# 铃兰科
铃兰科共有11属约65种，主要分布在北半球的温带和热带地区。
本科植物为草本；单叶互生；有块茎或根茎；花的花瓣以5基数；果实为蒴果或浆果。
1981年的克朗奎斯特分类法将其列在百合科中，1998年根据基因亲缘关系分类的APG 分类法认为应该单独分出一个科，分在天门冬目中，2003年经过修订的APG II 分类法取消这个科，将各属分别列入假叶树科和天门冬科。

## 属
- 蜘蛛抱蛋属 Aspidistra
- 铃兰属 Convallaria
- 异黄精属 Heteropolygonatum
- 山麦冬属 Liriope
- 舞鹤草属 Maianthemum
- 沿阶草属 Ophiopogon
- 球子草属 Peliosanthes
- 黄精属 Polygonatum
- 吉祥草属 Reineckea
- 鹿药属 Smilacina
- 开口箭属 Tupistra